# Проклятие 1940 года

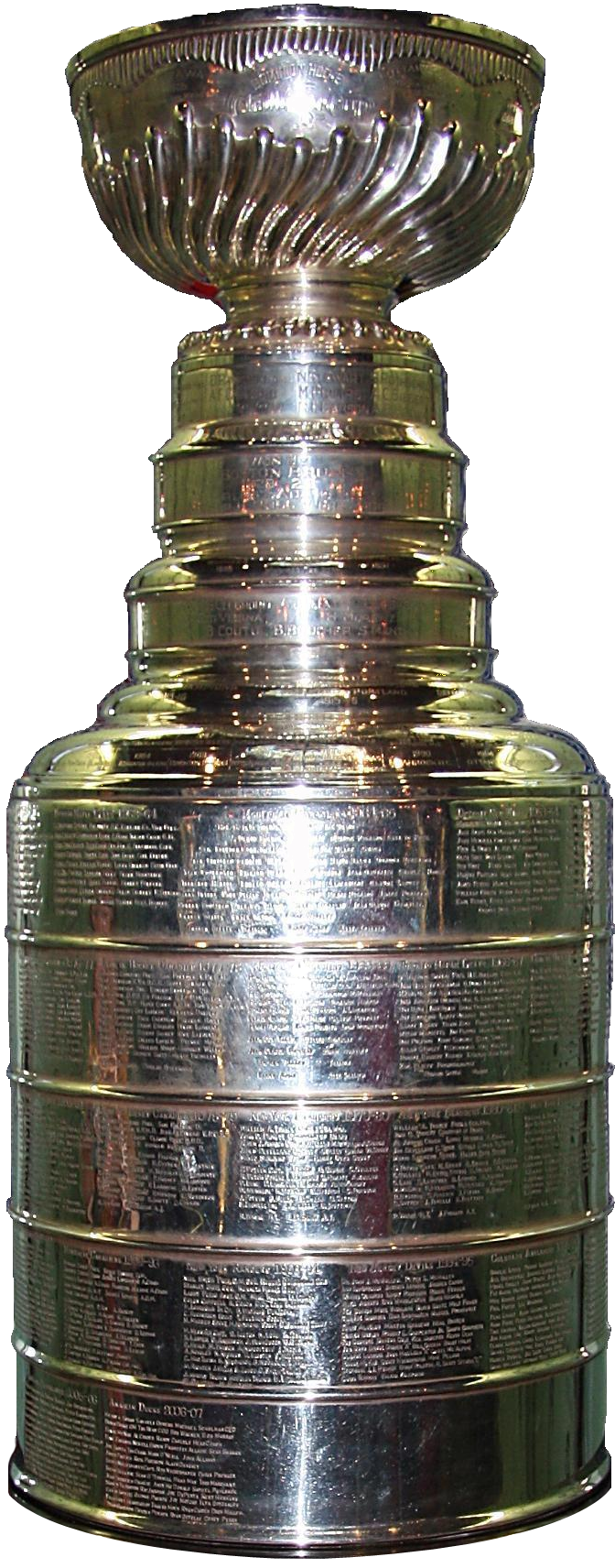
Кубок Стэнли

Проклятие 1940 года (англ. Curse of 1940), также известное как Проклятие Даттона (англ. Dutton's Curse) — суеверие среди болельщиков хоккейного клуба НХЛ «Нью-Йорк Рейнджерс» или спортивное проклятие, которое объясняло, почему с 1940 по 1994 год их клуб не выигрывал Кубок Стэнли.

## Популярные теории
«Нью-Йорк Рейнджерс» начали выступление в НХЛ с 1926 года, выиграв свой дивизион в первом сезоне, а во втором сезоне победив «Монреаль Марунз» в финале Кубка Стэнли и завоевав свой первый трофей. Ещё два Кубка Стэнли «рейнджеры» завоевали в 1933 и 1940 годах, оба раза обыграв в финале «Торонто Мэйпл Лифс». В 1939 году была закончена выплата ипотечного кредита за спортивную арену «Мэдисон-сквер-гарден», и ипотечный договор по решению управляющей компании Madison Square Garden Corporation символически сожгли в чаше кубка. Некоторые из фанатов решили, что тем самым Кубок Стэнли был осквернён и «рейнджеры» за надругательство над трофеем попали под действие некоего проклятия.
По другой версии, источником проклятия был главный тренер и менеджер клуба «Нью-Йорк Американс» Ред Даттон, ранее игравший в этой команде. «Американцы» были первой командой НХЛ, выступавшей в Нью-Йорке с момента открытия сезона НХЛ в Мэдисон-сквер-гардене. Однако их оригинальный владелец, бутлегер Билл Дуайер во время Сухого закона оказался не в силах управлять клубом, и НХЛ отобрала команду у Дуайера в 1937 году, переведя её под внешнее управление. Они выступили пять раз в плей-офф, в том числе потерпев поражение в 1928 году от «рейнджеров» и победив их в 1937 году. Однако после победы над «рейнджерами» в полуфинале «американцы» проиграли клубу «Чикаго Блэкхокс» в 1938 году — полуфинал стал высшим достижением клуба за его историю существования.
В 1941 году многие игроки НХЛ были призваны в Армию США и отправились на фронты Второй мировой войны. Призыв в армию стал особенно болезненным для клуба «Нью-Йорк Американс», и Даттон объявил, что его команда не будет выступать во время войны. В 1943 году он стал президентом НХЛ после кончины Фрэнка Колдера, а в 1946 году уступил пост Кларенсу Кэмпбеллу. Он покинул пост президента, чтобы попытаться возродить клуб, однако лига с поддержки управления Мэдисон-сквер-гардена не дала разрешение на возвращение команду «американцев» в НХЛ. Возмущённый Даттон заявил в ответ, что пока он жив, «Рейнджеры» никогда не выиграют Кубок Стэнли. Он скончался в 1987 году в возрасте 88 лет, и к тому моменту «рейнджеры» провели уже 47-й сезон без выигранного Кубка Стэнли.
Проклятие 1940 года действовало несколькими способами. Так, компания Madison Square Garden Corporation решилась заработать дополнительные деньги, когда весной в город прибыл цирк братьев Ринглинг, Барнама и Бэйли. Это заставило хоккейный клуб «Нью-Йорк Рейнджерс» и баскетбольный клуб «Нью-Йорк Никс» выступать на других аренах в самое неподходящее для этого время — матчи плей-офф. В то время было невозможным организовать цирковое представление и провести матч по хоккею или баскетболу в один день на одной и той же арене. Так, домашней ареной «рейнджеров» стала арена Мэйпл Лиф-гарденс в Торонто в 1950 году — возможно, этот ход стоил клубу победы в Кубке Стэнли. После того, как «синерубашечники» повели в серии со счётом 3:2 в финале против «Детройт Ред Уингз», НХЛ ввело правило, по которому играть решающий матч Кубка Стэнли нельзя было на нейтральной арене, и признало Мэйпл Лиф-гарденс нейтральной ареной, поскольку хозяевами считался клуб «Торонто Мэйпл Лифс». Два оставшихся матча были сыграны на «Детройт-Олимпиа» (в одном из матчей ньюйоркцы были номинальными хозяевами), и в итоге в обеих встречах победил «Детройт».
Пока Даттон занимал пост президента НХЛ, он руководил командой «Нью-Йорк Рейнджерс» в сезоне 1943/1944, которая стала правопреемницей клуба «Нью-Йорк Американс», ослабленного призывом игроков в армию. «Рейнджеры» обратились к НХЛ с просьбой подождать окончания войны, поскольку лучшие игроки проходили тем временем службу в армии, однако руководство отказало в этом клубу, и команда финишировала шестой в сезоне. Вратарь клуба Кен Маколи пропустил 310 шайб в 50 играх — худшее достижение вратарей в НХЛ по среднему числу пропущенных шайб за матч (6,2 шайбы за игру), которое не было побито до сих пор. Коррупция и фаворитизм в НХЛ также сыграли свою роль в начале «чёрной серии» клуба. Владелец «Детройт Ред Уингз» Джеймс Э. Норрис некоторое время имел свою долю в управлении «Нью-Йорк Рейнджерс» и «Чикаго Блэкхоукс», скупая оттуда игроков в состав «красных крыльев». Эту политику продолжили и его сыновья Джеймс Д. Норрис и Брюс Норрис. В то же время НХЛ проводила территориальные драфты, в ходе которых команды могли получить права на заключение контрактов с юными игроками, выступавшими в пределах 50 миль от домашней арены клуба. Так, «Торонто Мэйпл Лифс», «Детройт Ред Уингз» и «Монреаль Канадиенс» получили преимущества, поскольку в радиусе 50 миль от каждой из их арен было куда больше хоккейных коробок, чем в городах, находившихся дальше от американо-канадской границы (в числе «невезучих» клубов оказался и «Нью-Йорк Рейнджерс»).

## «Нью-Йорк Айлендерс»
В течение первых послевоенных лет «Рейнджерс» боролись за выход в финал Кубка Стэнли, но после финала 1950 года они в течение 17 сезонов всего 6 раз вышли в плей-офф. В 1972 году они вышли в финал Кубка Стэнли впервые за 22 года, но проиграли «Бостон Брюинз», в составе которых играли Бобби Орр и Фил Эспозито. Следующий сезон был ознаменован основанием клуба «Нью-Йорк Айлендерс», который стал играть на Лонг-Айленде. В 1975 году «Айлендерс» вышли в плей-офф в первый раз и победили «Рейнджерс», в 1979 году команды снова сошлись в плей-офф, и успех праздновали уже «рейнджеры», которые дошли до финала и проиграли «Монреаль Канадиенс», победившим в четвёртый раз подряд.
В 1980 году «Айлендерс» выиграли свой первый Кубок Стэнли и затем одержали ещё три победы подряд. В 1983 году они выиграли четвёртый кубок и обошли по числу побед «Нью-Йорк Рейнджерс». В 1981 году «Рейнджерс» проиграли «Айлендерс» во втором раунде Кубка Стэнли, и фанаты «Айлс» стали выкрикивать кричалку «1940», издевательски напоминая о том, когда последний раз «рейнджеры» выиграли Кубок Стэнли. Позднее эту идею подхватили фанаты других команд. Однако в 1980-е годы распространилась идея о том, что наложенное в 1940 году проклятие должно рано или поздно прекратить действие: в 1987 году скончался Ред Даттон, а вскоре была опубликована фотография ипотечного договора, сгоревшего в чаше Кубка Стэнли (оригинальный Мэдисон-сквер-гарден в 1968 году был снесён, а «Нью-Йорк Рейнджерс» и «Нью-Йорк Никс» переехали в новый комплекс). Также в 1982 году команда «Колорадо Рокиз» переехала в Ист-Резерфорд (Нью-Джерси) и была переименована в «Нью-Джерси Девилз», создав таким образом второе дерби с «рейнджерами».
В 1991 году «Рейнджеры» выиграли регулярный чемпионат и завоевали свой первый Президентский Кубок из трёх, но в финале дивизиона Патрика проиграли клубу «Питтсбург Пингвинз», действовавшему чемпиону Кубка Стэнли. Победа «пингвинов» была шокирующей: в одном из матчей игрок питтсбургской команды Рон Фрэнсис забросил шайбу, нанеся бросок от синей линии, с которым не справился вратарь нью-йоркцев Майк Рихтер. Следующий сезон «рейнджеры» провалили, финишировав на последнем месте в своём дивизионе из-за травмы защитника Брайана Лича, который приехал на один из матчей на такси, поскользнулся, упал и сломал голень.

## Снятие проклятия
К 1993 году «Рейнджерс» потерпели 54 неудачи в попытках выиграть Кубок Стэнли, а за это время победителями в национальных чемпионатах (по хоккею с шайбой, американскому футболу, бейсболу и баскетболу) становились разные нью-йоркские клубы. Так, четырежды побеждали «Нью-Йорк Айлендерс», 14 раз — «Нью-Йорк Янкис», дважды — «Нью-Йорк Метс», по одному разу — бейсбольный «Нью-Йорк Джайентс» (до переезда в Сан-Франциско), «Бруклин Доджерс» (до переезда в Сан-Франциско), четырежды — «Нью-Йорк Джайентс», один раз — «Нью-Йорк Джетс», дважды — «Нью-Йорк Никс» и «Нью-Джерси Нетс». Оригинальная шестёрка также завоевала много трофеев в НХЛ: 20 раз Кубок Стэнли выигрывала команда «Монреаль Канадиенс», 10 раз — «Торонто Мэйпл Лифс», 5 раз — «Детройт Рет Уингз», 3 раза — «Бостон Брюинз», один раз — «Чикаго Блэкхоукс».
В сезоне 1993/1994 «Рейнджерс» набрали 112 очков и выиграли второй за три года Президентский Кубок. В первом раунде плей-офф они разбили «Нью-Йорк Айлендерс», во втором раунде в пяти матчах одолели «Вашингтон Кэпиталз», а затем в финале Восточной конференции встретились с «Нью-Джерси Девилз», которых побеждали в полуфинале дивизиона Патрика в 1992 году. По традиции, фанаты «дьяволов» стали скандировать провокационную речовку «1940!» на матчах финала конференции при том ироничном факте, что вместительность их арены «Брендан-Бёрн» составляла 19040 человек. Перед шестым матчем «рейнджеры» проигрывали серию 3:2, и ещё одно поражение выбивало их из дальнейшей борьбы, однако капитан клуба Марк Мессье уверял нью-йоркскую прессу, что его клуб не проиграет. Газеты New York Post и New York Daily News вышли с заголовками на последней полосе «Сегодня ночью мы победим» (англ. We'll Win Tonight). Тренер команды Майк Кинэн поддержал Мессье и сказал, что Марк передал это послание всем одноклубникам и заверил их, что игроки смогут собраться и победить, ради чего готов был полностью выложиться в матче.
В шестой игре «Рейнджерс», проигрывая 0:2, сократили разрыв до одной шайбы, а затем Мессье оформил натуральный хет-трик (три шайбы подряд) и принёс клубу победу и право на седьмую игру. Проклятие чуть не сработало снова, когда «Рейнджерс» в седьмой игре, ведя 1:0, пропустили шайбу за 7,7 секунд до конца третьего периода, которую забросил Валерий Зелепукин и тем самым вывел игру в овертайм. Однако Стефан Матто во втором овертайме забросил победную шайбу и вывел клуб в финал Кубка Стэнли.
В финале 1994 года «Нью-Йорк Рейнджерс» играли против «Ванкувер Кэнакс» и вели 3:2 в седьмой, решающей игре. За семь секунд до конца третьего периода игроки «рейнджеров» выбили шайбу со своей половины площадки и, думая, что игра уже закончена, выскочили на лёд, собираясь праздновать победу, однако «кануки» за 1,1 секунду до конца третьего периода коснулись шайбы и вынудили остановить таймер. Судьи решили доиграть 1,6 секунд встречи и назначили вбрасывание в зоне «Рейнджеров». Крэйг Мактавиш и Марк Мессье, посовещавшись, решились разыграть своеобразный гамбит: ожидая, что судьи не накажут кого-либо в этот драматический момент, Мессье и Мактавиш дважды после вбрасывания толкнули Павла Буре, но отстояли историческую победу.